# Поле первинного ключа (шаблон проєктування)
Поле первинного ключа (англ. Identity Field) — шаблон проєктування, який пропонує зберігати ідентифікатор запису бази даних в об'єкті для підтримки відповідності між об'єктом і записом.

## Опис
Реляційні бази даних відрізняють записи один від одного за допомогою первинного ключа. Для роботи аплікації дане поле не потрібне, оскільки система сама слідкує за об'єктами. Хоч під час читання не виникає проблем, для збереження сутності потрібна прив'язка об'єкта до сховища.
Все що потрібно зробити, це зберігати ключ зі сховища в об'єкті.

## Реалізація
Ключ може бути представлений у вигляді примітивного типу.
```
class
 
Product

{

        
public
 
int
 
Id
 
{
 
get
;
 
set
;
 
}

}

```

У якості ключа можуть виступати набір полів. Наприклад у проміжних таблицях при реалізації відношення "багато до багатьох" немає потреби виділяти окреме поле під ключ.
```
class
 
AuthorBook

{

        
public
 
int
 
AuthorId
 
{
 
get
;
 
set
;
 
}

        
public
 
int
 
BookId
 
{
 
get
;
 
set
;
 
}

}

```

Також ключ може бути представлений окремим об'єктом.
```
class
 
UserIdentifier

{

        
public
 
string
 
FirstName
 
{
 
get
;
 
set
;
 
}

        
public
 
string
 
LastName
 
{
 
get
;
 
set
;
 
}

}

class
 
User

{

        
public
 
UserIdentifier
 
Id
 
{
 
get
;
 
set
;
 
}

}

```